# Warren de la Rue
Warren De la Rue (Guernsey, 15 gennaio 1815 – Londra, 19 aprile 1889) è stato un astronomo e chimico britannico.
Al termine dei suoi studi liceali a Parigi entrò nell’azienda paterna, una nota tipografia di Londra, dedicandosi per suo diletto a ricerche in campo chimico ed elettrico e pubblicando numerosi lavori scientifici tra il 1836 e il 1848. Coinvolto nell’astronomia dall’ingegnere scozzese James Nasmyth realizzò nel 1850 un telescopio riflettore da 13 pollici installato dapprima a Canonbury e successivamente a Cranford, Middlesex con cui fece numerose osservazioni dalle quali ricavò numerosi disegni di corpi celesti di singolare fedeltà e bellezza. Tuttavia la sua fama in campo astronomico deriva dall’essere stato un pioniere dell’uso della fotografia in campo astronomico. Nel 1851 dopo aver visto il dagherrotipo della Luna fatto da George Phillips Bond mise a punto una tecnica con la quale riuscì ad ottenere fotografie della Luna molto definite che rimasero insuperate fino a quelle fatte da Lewis Morris Rutherfurd nel 1865. A partire dal 1854 si dedicò anche allo studio della fisica solare progettando, per avere una rappresentazione giornaliera della superficie solare, un telescopio solare descritto nella sua relazione del 1859 alla British Association  dal titolo On Celestial Photography in England. Queste osservazioni furono eseguite per ben quattordici anni e proseguite fino al 1882 presso il Royal Greenwich Observatory. Nel 1860 fotografò in Spagna con il suo telescopio solare l’eclisse solare totale del 18 luglio di quell’anno. Nel 1873 smise di occuparsi attivamente di astromia e regalò la maggior parte dei suoi strumenti all’Osservatorio dell’Università di Oxford. Con la collaborazione di Hugo Müller pubblicò poi diversi articoli a carattere chimico e studiò dal 1868 al 1883 le scariche elettriche nei gas. Fu Presidente della Chemical Society e della Royal Astronomical Society.

## Onorificenze[1]
- Insignito della Gold Medal della Royal Astronomical Society nel 1862.
- Insignito della Royal Medal della Royal Society nel 1864.
- Vincitore del Premio Lalande dell'Accademia francese delle scienze nel 1866
- Commandeur della Legion d'Onore francese
- Commendatore dell'Ordine dei Santi Maurizio e Lazzaro
- Cavaliere dell'Ordine della Rosa brasiliano
- Medaglia d'oro della Royal Astronomical Society

A Warren De la Rue la UAI ha intitolato il cratere lunare De La Rue